# Правило Трутона
Правило Трутона (Trouton's rule) — відношення молярної теплоти випаровування при температурі кипіння (ΔHvap) до температури кипіння (Tb, К) для багатьох рідких речовин є величиною постійною (≈ 50 Дж моль–1 K–1).